# Южный Парк (16-й сезон)
Шестнадцатый сезон американского анимационного телесериала «Южный Парк» впервые транслировался в США на телеканале Comedy Central с 17 марта по 7 ноября 2012 года.

## Актёрский состав

### Основной состав
- Трей Паркер — Стэн Марш / Эрик Картман / Рэнди Марш / мистер Гаррисон / Клайд Донован / мистер Хэнки / мистер Маки / Стивен Стотч / Джимми Волмер
- Мэтт Стоун — Кайл Брофловски / Кенни Маккормик / Баттерс Стотч / Джеральд Брофловски / Крэйг Такер / Иисус
- Эйприл Стюарт — Лиэн Картман / Шелли Марш / Шерон Марш / Венди Тестабургер / директриса Виктория
- Мона Маршалл — Шейла Брофловски / Линда Стотч

### Приглашённые звёзды
- Майкл Зазарино — «живой» Стэн[1]
- Брэндон Хардести — «живой» Картман[1]
- Брэд Пейсли в роли самого себя[2]

## Эпизоды
| № общий | № в сезоне | Название                                                                              | Режиссёр    | Автор сценария | Дата премьеры    | Произв. код | Зрители США (млн) |
| --- | ---------- | ------------------------------------------------------------------------------------- | ----------- | -------------- | ---------------- | ----------- | ----------------- |
| 224 | 1          | «Перевёрнутая наездница» «Reverse Cowgirl»                                            | Трей Паркер | Трей Паркер    | 14 марта 2012    | 1601        | 2.63              |
| Клайд после гибели матери в результате засасывания в унитаз совместно с друзьями пытается засудить изобретателя Джона Харингтона, а Управление туалетной безопасности берёт под полный контроль общественные и личные туалеты, что вызывает недовольство жителей Южного Парка. |            |                                                                                       |             |                |                  |             |                   |
| 225 | 2          | «Деньги в обмен на золото» «Cash for Gold»                                            | Трей Паркер | Трей Паркер    | 21 марта 2012    | 1602        | 2.31              |
| Когда впавший в старческий маразм дедушка Стэна покупает ему галстук боло по значительно завышенной цене, мальчик начинает борьбу против спекулянтов, наживающихся на слабоумных стариках. Картман же, наоборот, серьёзно собрался открыть свой бизнес по продаже безделушек. |            |                                                                                       |             |                |                  |             |                   |
| 226 | 3          | «Фейтхиллинг» «Faith Hilling»                                                         | Трей Паркер | Трей Паркер    | 28 марта 2012    | 1603        | 2.70              |
| Школьники Южного Парка увлекаются новомодным занятием — «мемингом», заключающимся в фотографировании в различных нелепых позах с выкладыванием этих фотографии в Интернете. Однако актуальность мемов быстро меняется, в результате чего так любимый Картманом и другими ребятами «фейтхиллинг» выходит из моды. В это же время обыкновенные домашние коты начинают ускоренным темпом эволюционировать. |            |                                                                                       |             |                |                  |             |                   |
| 227 | 4          | «Жидокабра» «Jewpacabra»                                                              | Трей Паркер | Трей Паркер    | 4 апреля 2012    | 1604        | 2.69              |
| Большая охота на Пасхальные яйца в Южном Парке оказывается под угрозой срыва, когда Картман утверждает, что видел в лесу неведомое существо и даже заснял его на видео. |            |                                                                                       |             |                |                  |             |                   |
| 228 | 5          | «Яйца Баттерса» «Butterballs»                                                         | Трей Паркер | Трей Паркер    | 11 апреля 2012   | 1605        | 2.24              |
| В школе поднимается слух о дедовщине в школе, тем временем к Баттерсу приезжает бабушка, которая начинает его тайком бить и оскорблять. Детям в школе объясняют об опасности издевательств над слабыми, а Стэн вызывается стать режиссёром фильма на эту тему, так как все девочки восхищаются подобными поступками. Кайл же не одобряет эту инициативу Стэна, обвиняя того в эгоизме и лицемерии.      |            |                                                                                       |             |                |                  |             |                   |
| 229 | 6          | «Лучше бы я никогда не ездил на канатную дорогу» «I Should Have Never Gone Ziplining» | Трей Паркер | Трей Паркер    | 18 апреля 2012   | 1606        | 2.43              |
| Мальчики не знают, как провести оставшийся день каникул. Они решают поехать на канатную дорогу, но уже по пути осознают, что это смертельно скучное времяпровождение. |            |                                                                                       |             |                |                  |             |                   |
| 230 | 7          | «Картман находит любовь» «Cartman Finds Love»                                         | Трей Паркер | Трей Паркер    | 25 апреля 2012   | 1607        | 2.33              |
| В школу приходит новая темнокожая девочка, и Картман считает, что она обязательно должна встречаться с Токеном, который, однако, другого мнения. Но Картман запирает их в мужской раздевалке на ночь, и после этого происшествия они начинают встречаться. |            |                                                                                       |             |                |                  |             |                   |
| 231 | 8          | «Сарказмобол» «Sarcastaball»                                                          | Трей Паркер | Трей Паркер    | 26 сентября 2012 | 1608        | 1.85              |
| Как заботливый отец Рэнди Марш радикально изменяет правила футбола, по которым играют в начальной школе Южного Парка. Новый вид спорта быстро становится самым популярным в США. |            |                                                                                       |             |                |                  |             |                   |
| 232 | 9          | «Поднимая планку» «Raising the Bar»                                                   | Трей Паркер | Трей Паркер    | 3 октября 2012   | 1609        | 1.69              |
| Эрик Картман признаёт, что тучен. Но вместо того, чтобы бороться с весом, он начинает пользоваться электроскутером для малоподвижных, чтобы вместе с другими толстяками бесстыдно терроризировать обычных людей. Планка общественного стыда упала так низко, что в бездонные глубины океана за ней отправляется сам Джеймс Кэмерон.                                                                     |            |                                                                                       |             |                |                  |             |                   |
| 233 | 10         | «Внебезопасность» «Insecurity»                                                        | Трей Паркер | Трей Паркер    | 10 октября 2012  | 1610        | 2.33              |
| Человек, который ежедневно обходит все дома в Южном Парке, теперь под подозрением. Пакеты, оставленные у порога — угроза для каждой семьи по соседству. Картман берёт дело в свои руки и занимается системой безопасности. |            |                                                                                       |             |                |                  |             |                   |
| 234 | 11         | «Голос предков» «Going Native»                                                        | Трей Паркер | Трей Паркер    | 17 октября 2012  | 1611        | 1.98              |
| Баттерс становится раздражительным. Супруги Стотчи понимают, что пришла пора рассказать своему сыну о том, что он не американец. Для самопознания и обретения душевного спокойствия Баттерс должен воссоединиться со своим народом, поэтому он с вместе с Кенни отправляется на далёкий и уединённый остров Гавайи.                                                                                     |            |                                                                                       |             |                |                  |             |                   |
| 235 | 12         | «Кошмар на Фейстайме» «A Nightmare on FaceTime»                                       | Трей Паркер | Трей Паркер    | 24 октября 2012  | 1612        | 1.90              |
| Четверка друзей планирует на Хэллоуин выиграть конкурс костюмов в образе Мстителей. Однако в последний момент Рэнди Марш не отпускает своего сына на праздник, и Стэн вынужден помогать отцу в его предпринимательской авантюре. |            |                                                                                       |             |                |                  |             |                   |
| 236 | 13         | «Браслет для аплодисментов» «A Scause for Applause»                                   | Трей Паркер | Трей Паркер    | 31 октября 2012  | 1613        | 1.96              |
| Люди снимают памятные браслеты, потрясённые новостью об использовании допинга их кумиром. Также избавляются от браслетов и все школьники, кроме Стэна, который решил бросить вызов общественному мнению. |            |                                                                                       |             |                |                  |             |                   |
| 237 | 14         | «Обама победил!» «Obama Wins!»                                                        | Трей Паркер | Трей Паркер    | 7 ноября 2012    | 1614        | 2.19              |
| Картман скрывает в своей спальне нечто, способное изменить исход президентских выборов. В то время как американцы наивно планируют лечь вечером во вторник с подсчитанными голосами и объявленным победителем, результат голосования и судьба «Звёздных войн» зависят от школьников Южного Парка. |            |                                                                                       |             |                |                  |             |                   |